# Нінтавур-15
Грама Ніладхарі Нінтавур-15 (№ 39B) — Грама Ніладхарі підрозділу ОС Нінтавур, округ Ампара, Східна провінція, Шрі-Ланка.

## Демографія
| Населення (2007) | Населення (2007) | Населення (2007) | Населення (2007) | Населення (2007) |
| Населення        | Чоловіки         | Жінки            | Діти             | Дорослі          |
| ---------------- | ---------------- | ---------------- | ---------------- | ---------------- |
| 946              | 443              | 503              | 289              | 657              |